# Arhopala acestes
Arhopala acestes är en fjärilsart som beskrevs av De Nicéville 1892. Arhopala acestes ingår i släktet Arhopala och familjen juvelvingar. Inga underarter finns listade i Catalogue of Life.